# Eriococcus costaricensis
Eriococcus costaricensis är en insektsart som beskrevs av Cockerell och Robinson 1915. Eriococcus costaricensis ingår i släktet Eriococcus och familjen filtsköldlöss.
Artens utbredningsområde är Costa Rica. Inga underarter finns listade i Catalogue of Life.